# Coleophora niveiciliella
Coleophora niveiciliella é uma espécie de mariposa do gênero Coleophora pertencente à família Coleophoridae.